# متلألئة مشعرة
متلألئة مشعرة (الاسم العلمي:Luzula crinita) هي نوع من النباتات تتبع جنس المتلألئة من الفصيلة الأسلية.